# Cercle sportif Obercorn
Maillots
Le Cercle sportif Obercorn est un club de football luxembourgeois, fondé en 1930, et basé à Oberkorn (commune de Differdange). Il est présidé par Yves Bechet.
Le club évolue lors de la saison 2024-2025 en 2.Division, le quatrième échelon du football luxembourgeois.

## Histoire
{{ Après avoir vécu de très belles saisons sous la présidence de Monsieur Bechet avec une accession jusqu’en Promotion d’Honneur (Division 2) , terminant 3eme et Barragiste pour l’accession en BGL Ligue (Division 1) le club manque l’accession dans l’élite avant de végéter en Promotion d’Honneur et de chuter jusqu’en Division 2 ( Niveau 4) le club connaît un nouvel élan avec un retour en Division 1 (Niveau 3) lors de la saison 2019-2020.
Deux saisons compliqué avec l’arrivée du Covid le club se maintient malgré tout en Division 1 9e 2020-2021 , la saison 2021-2022 et une saison assez folle le club vie une année galère départ du Président Bechet , à la trêve  le CSO et barragiste avec 13 points Johan Bourgadel entraîneur connu arrive pour redresser la barre , après une petite embellie et 4 points pris le CSO n’avance plus , à 6 journées de la fin le président prend la décision de se séparer de Johan Bourgadel et nomme Pierre Tripodi à la tête de l’équipe pour tenter de réussir cette mission commando , avec 5 succès en 6 rencontres le technicien Français permet au CSO d’atteindre les barrages de la division qui seront décisifs face à Merl pour valider le maintien ou non en Division 1,malheureusement en barrage le CSO ne sauvera pas et évoluera en Division 2 Série 2 pour la saison 2022/2023  }}

## Stade municipal
- Nom du stade: Stade Municipal
- Capacité totale: 10 000
- Places assises: 1 300

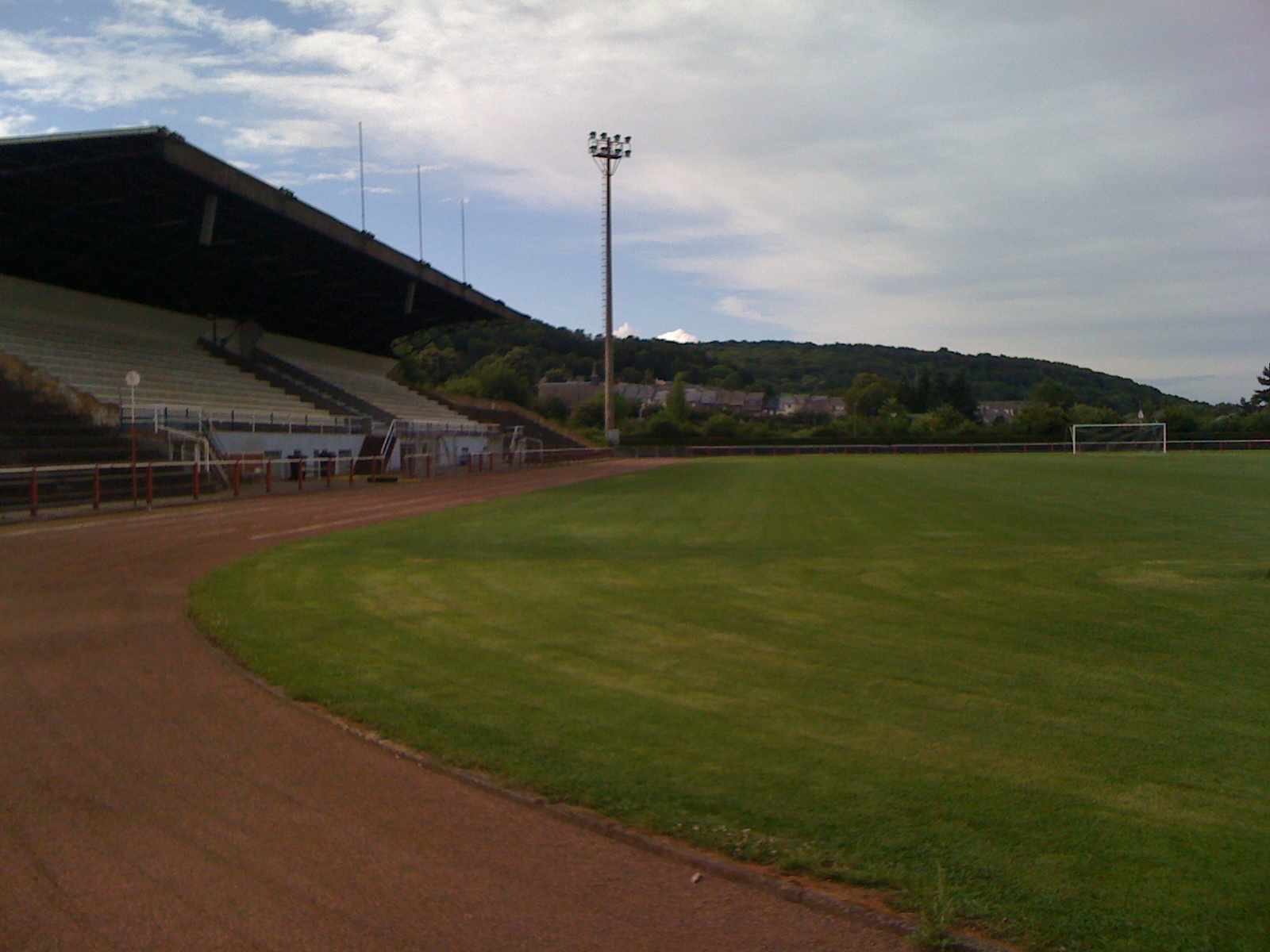
La tribune principale du stade

- Adresse : Stade municipal - Avenue du parc des Sports - L-4504 Obercorn